# Dresdner Feuerversicherung

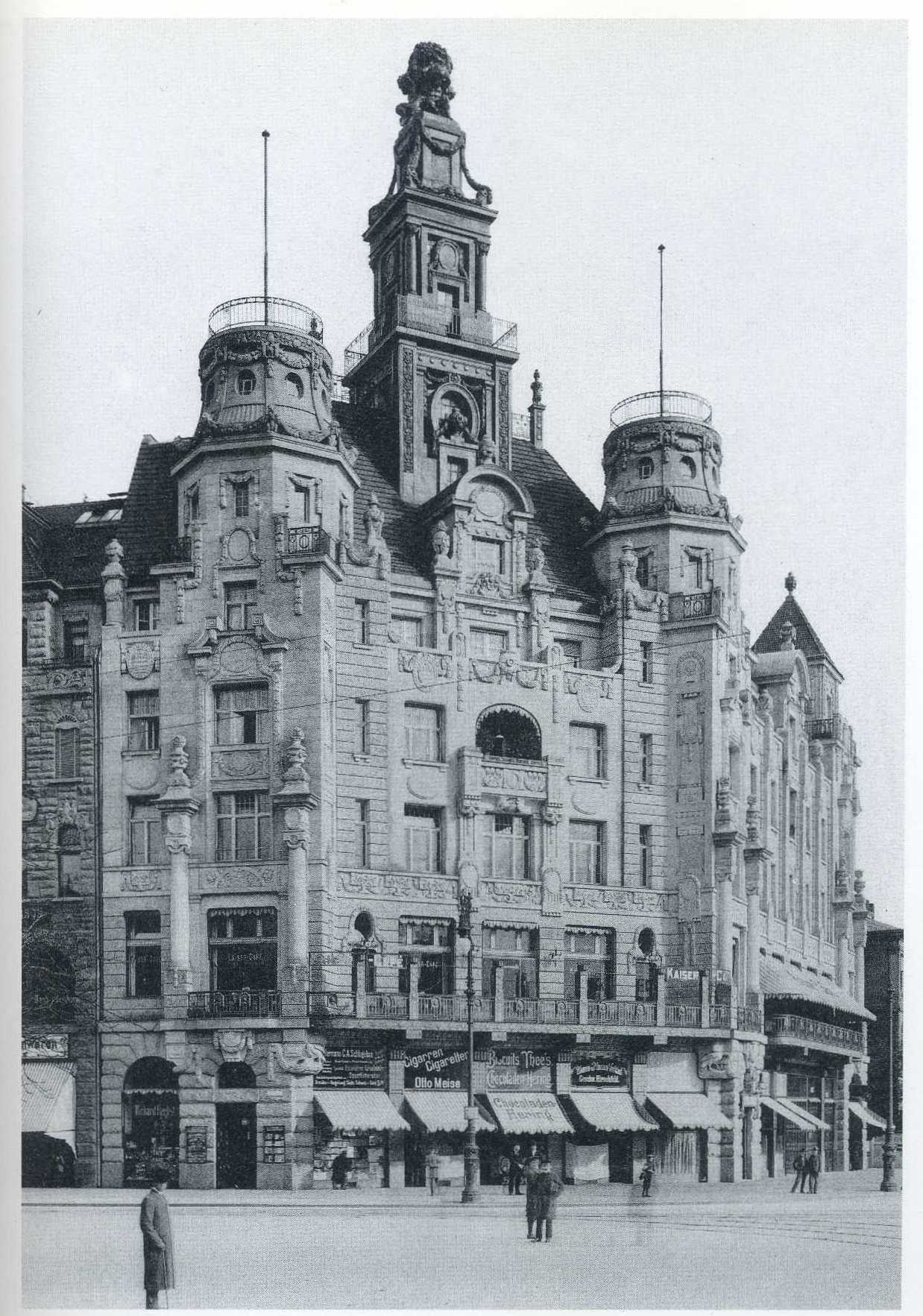
Geschäftshaus der Dresdner Feuerversicherung, 1905

Die Dresdner Feuerversicherung gehörte zu den großen Feuerversicherungen im Deutschen Reich.

## Geschichte
Die Versicherung wurde 1873 zunächst unter dem Namen Landwirtschaftliche Mobiliar-Feuer-Versicherungs-Genossenschaft im Königreich Sachsen zu Dresden gegründet. 1907 wurde die Mobiliar-Brand-Versicherungs-Genossenschaft zu Dresden übernommen und die Geschäftstätigkeit daraufhin auf das ganze Deutsche Reich ausgedehnt. Da die Gesellschaft schon frühzeitig allgemein kurz als Dresdner Feuerversicherung bezeichnet wurde, führte sie seit dem Jahre 1916 auch offiziell die Firma Dresdner Feuerversicherung – Landwirtschaftliche Feuerversicherung im Königreich Sachsen.
1950 wurde die Dresdner Feuerversicherung aufgelöst, sie ging in der Gothaer Versicherungsbank auf. Das Geschäftshaus der Dresdner Feuerversicherung am Wiener Platz 1 in Dresden war am Ende des Zweiten Weltkriegs ausgebrannt.